# Coppa dell'Imperatore 1968
La Coppa dell'Imperatore 1968 è stata la quarantottesima edizione della coppa nazionale giapponese di calcio.

## Formula
Rimasero invariate la formula della competizione (otto squadre che si affrontano in turni ad eliminazione diretta) e le modalità di ammissione (otto squadre tra le prime quattro della Japan Soccer League e della All Japan College Football Championship) introdotti tra la stagione 1965 e 1966.

## Date
Tutte le gare del torneo si sono svolte al National Stadium di Tokyo, ad eccezione degli incontri dei quarti di finale
| Turno            | Data             |                 |
| ---------------- | ---------------- | --------------- |
| Quarti di finale | 25 dicembre 1968 |                 |
| Semifinali       | 29 dicembre 1968 |                 |
| Finali           | 1º gennaio 1969  | 1º gennaio 1969 |

## Squadre partecipanti
- Toyo Kogyo (Campione del Giappone)
- Yanmar Diesel (2° in Japan Soccer League)
- Mitsubishi HI (3° in Japan Soccer League)
- Nippon Steel (4° in Japan Soccer League)
- Tokyo Univ. Education (Vincitore della All Japan College Football Championship)
- Kansai Daigaku (Finalista della All Japan College Football Championship)
- Rikkyō University (3° in All Japan College Football Championship)
- Waseda Daigaku (4° in All Japan College Football Championship)

## Risultati
|  | Quarti di finale      | Quarti di finale |                |              | Semifinali                | Semifinali                |  |  | Finale | Finale |
|  |                       |                  |                |              |                           |                           |  |  |        |        |
|  |                       |                  |                |              |                           |                           |  |  |        |        |
|  |                       |                  |                |              |                           |                           |  |  |        |        |
|  | Toyo Kogyo            | 0                |                |              |                           |                           |  |  |        |        |
|  | Toyo Kogyo            | 0                |                |              |                           |                           |  |  |        |        |
|  | Waseda Daigaku        | 2                |                |              |                           |                           |  |  |        |        |
|  | Waseda Daigaku        | 2                | Waseda Daigaku | 3            |                           |                           |  |  |        |        |
|  |                       |                  | Waseda Daigaku | 3            |                           |                           |  |  |        |        |
|  |                       | Mitsubishi HI    | 4              |              |                           |                           |  |  |        |        |
|  | Mitsubishi HI         | Mitsubishi HI    | 4              | 5            |                           |                           |  |  |        |        |
|  | Mitsubishi HI         |                  |                | 5            |                           |                           |  |  |        |        |
|  | Kansai Daigaku        | 0                |                |              |                           |                           |  |  |        |        |
|  | Kansai Daigaku        | 0                | Mitsubishi HI  | 0            |                           |                           |  |  |        |        |
|  |                       |                  | Mitsubishi HI  | 0            |                           |                           |  |  |        |        |
|  |                       | Yanmar Diesel    | 1              |              |                           |                           |  |  |        |        |
|  | Tokyo Univ. Education | Yanmar Diesel    | 1              | 0            |                           |                           |  |  |        |        |
|  | Tokyo Univ. Education |                  |                | 0            |                           |                           |  |  |        |        |
|  | Nippon Steel          | 1                |                |              |                           |                           |  |  |        |        |
|  | Nippon Steel          | 1                | Yanmar Diesel  | 3            | Finale per il terzo posto | Finale per il terzo posto |  |  |        |        |
|  |                       |                  | Yanmar Diesel  | 3            | Finale per il terzo posto | Finale per il terzo posto |  |  |        |        |
|  |                       | Nippon Steel     | 1              |              |                           |                           |  |  |        |        |
|  | Rikkyō University     | Nippon Steel     | 1              | 0            | Waseda Daigaku            | 1                         |  |  |        |        |
|  | Rikkyō University     |                  |                | 0            | Waseda Daigaku            | 1                         |  |  |        |        |
|  | Yanmar Diesel         | 6                |                | Nippon Steel | 3                         |                           |  |  |        |        |
|  | Yanmar Diesel         | 6                |                |              | 3                         |                           |  |  |        |        |
|  |                       |                  |                |              |                           |                           |  |  |        |        |
|  |                       |                  |                |              |                           |                           |  |  |        |        |

### Quarti di finale
| Squadra 1             | Risultato | Squadra 2      |
| --------------------- | --------- | -------------- |
| Waseda Daigaku        | 0 - 2     | Toyo Kogyo     |
| Mitsubishi HI         | 5 - 0     | Kansai Daigaku |
| Tokyo Univ. Education | 0 - 1     | Nippon Steel   |
| Rikkyō University     | 0 - 6     | Yanmar Diesel  |

### Semifinali
| Squadra 1      | Risultato   | Squadra 2     |
| -------------- | ----------- | ------------- |
| Waseda Daigaku | 3 - 4 (dts) | Mitsubishi HI |
| Yanmar Diesel  | 3 - 1       | Nippon Steel  |

### Finale per il primo posto
| Tokyo 1º gennaio 1969 | Yanmar Diesel | 1 – 0 | Mitsubishi Heavy Ind. | National Stadium |

### Finale per il terzo posto
| Tokyo 1º gennaio 1969 | Waseda University | 1 – 3 | Yawata Steel | National Stadium |